# Pterognathia ctenifera
Pterognathia ctenifera är en djurart som tillhör fylumet käkmaskar, och som beskrevs av Wolfgang Sterrer 1970. Pterognathia ctenifera ingår i släktet Pterognathia och familjen Pterognathiidae. Inga underarter finns listade i Catalogue of Life.